# Waldo Rudolph Wedel
Waldo Rudolph Wedel (10 de setembre de 1908 - 27 d'agost de 1996) va ser un arqueòleg i una figura central en l'estudi de la prehistòria de les Grans Planes. Va néixer a Newton (Kansas) en una família de mennonites. El 1939 es va casar amb Mildred Mott, una companya arqueòloga i etnohistoriadora. Wedel morir el 1996 a Boulder (Colorado), aproximadament un any després de la mort de Mildred.

## Educació
Wedel va començar a estudiar a Bethel College, a Newton, Kansas. El 1928 es va traslladar a la Universitat d'Arizona per estudiar amb l'arqueòleg Byron Cummings i el professor visitant William Morris Davis. El 1930 va rebre el seu llicenciatura de la Universitat d'Arizona. Després es va traslladar a la Universitat de Nebraska per a un doctorat i estudià amb William Duncan Strong. El 1931 va rebre el seu grau. La seva tesi utilitzà el sistema de Strong d'aproximació històrica directa per a l'estudi dels materials arqueològics pawnee. Durant les següents quatre temporades de camp es va veure involucrat amb excavacions patrocinades per la Universitat de Nebraska i la Societat Històrica Estatal de Nebraska. El 1934 es va publicar el seu primer informe sobre el jaciment de Medicine Creek, sota l'arqueòleg de la Societat Històrica Estatal de Nebraska A. T. Hill.
El 1932 Wedel marxà a la Universitat de Califòrnia a Berkeley per al seu doctorat. Va estudiar sota les ordres del mentor de Strong, Alfred L. Kroeber. Mentre era a Berkeley, Kroeber dirigí Wedel cap a la investigació etnogràfica amb els comanxes. Tanmateix, l'interès de Wedel aleshores s'inclinava cap a l'estudi dels efectes que tenia el clima sobre les poblacions prehistòriques. Va ser influenciat pels efectes del Dust Bowl en l'Oest Mitjà. En particular, estava interessat a estudiar els efectes de sequeres similars sobre els homes prehistòrics. Kroeber el va descoratjar sobre aquest tema, de manera que Wedel seguí els seus interessos sota la supervisió del geògraf Carl Sauer. El 1936 Wedel va ser el primer a rebre un doctorat en antropologia a Berkeley amb una especialització en arqueologia.

## Carrera
Després de rebre el seu doctorat, Wedel va tornar a Nebraska i va treballar com a arqueòleg de la Societat Històrica de l'Estat de Nebraska per a una temporada de camp. L'agost de 1936 va començar la seva carrera amb la Smithsonian Institution. La seva posició original va ser de comissari assistent d'arqueologia. Durant els propers 29 anys Wedel va ocupar nombrosos càrrecs en l'Smithsonian fins a la seva posició definitiva d'arqueòleg. El 1976 es va retirar de la Smithsonian, però continuat actiu en la investigació com a arqueòleg emèrit de la Institució.
En la dècada de 1930, Wedel, William Duncan Strong i A. T. Hill trobaren evidències arqueològiques a Nebraska que eren diferents de les tradicions prehistòriques de les Planes Centrals i Silvícola. L'evidència es va atribuir a una nova cultura anomenada aspecte o cultura del riu Dismal per la seva ubicació a la conca del riu Dismal, dated between 1650-1750 A.D.
Entre les posicions que Wedel va ocupar hi havia la de director de Camp i Cap del Grup del Smithsonian Missouri River Basin Surveys Project. El Projecte de la Conca del Missouri va ser una divisió separada de la Smithsonian que va existir durant gairebé 24 anys al començament de 1946. L'objectiu del projecte va consistir a enquestar als aproximadament 1.300.000 kilòmetres quadrats de la vall del Missouri per a troballes arqueològiques afectades per la construcció d'embassaments federals. Tot i que el projecte era tècnicament una divisió de la Smithsonian, va ser finançada per un acord de cooperació entre les agències federals Bureau of Reclamation i Cos d'Enginyers de l'Exèrcit dels Estats Units. En el seu temps, el Programa de Salvament Arqueològic Interinstitucional aconseguí més recuperació arqueològica que a qualsevol altra de les conques hidrogràfiques dels Estats Units. El Projecte Conca del Riu va ser finalment transferit al National Park Service i provocà el desenvolupament del Centre Arqueològic Oest Mitjà.
Wedel segueix sent una figura clau en els estudis arqueològics. Perquè mai va tenir una posició acadèmica és important per a la formació de la imatge de l'arqueòleg professional federal. S'ha referit a ell com "el professor sense aula".

## Influències en arqueologia
Wedel va ser influent en l'estudi de la prehistòria per nombroses raons. A causa de la seva experiència amb el Projecte de la Conca del Missouri va desenvolupar una cronologia dels grups culturals prehistòrics de les Grans Planes. Una de les seves publicacions més utilitzades era Prehistoric Man on the Great Plains, que va ser llegit extensament tant per arqueòlegs professionals com aficionats.
Wedel també ha estat citat com a figura central en la utilització de l'aproximació històrica directa en l'arqueologia. Aquest enfocament en l'arqueologia centrat a identificar els vincles culturals entre els complexos moderns amb els grups nadius que es troben en el registre material. Wedel explica el seu projecte:
| « | Aquí, la tasca es vincular el registre arqueològic amb el documental, a la fi de la correlacionar els complexos de cultura material de les diferents unitats tribals que se sap o es creu que han habitat certes localitats | » |

Aquesta eina s'ha tornat especialment important per als arqueòlegs en els últims temps com a resultat dels efectes de la Native American Graves Protection and Repatriation Act, que requereix la identificació d'afinitat cultural per a la repatriació de les restes.
Sense cap dubte Wedel va incidir en la teoria arqueològica a causa del seu enfocament en l'ecologia de les Planes i la història humana. A Primitive Man in the Boulder Area Wedel va discutir la necessitat d'estudiar els materials arqueològics a partir d'un enfocament multidisciplinari. Va citar arqueologia, geologia, climatologia i biologia com a disciplines útils per explicar el passat en una estructura més àmplia i intuïtiva que la que es practica habitualment. També va ser defensor de la utilització del mètode científic en l'arqueologia, declarant:

... Jo sostenc que, sigui quin sigui el seu objectiu final, segurament l'arqueologia només pot progressar si els seus practicants s'adhereixen al mètode i l'actitud de la ciència. En essència, l'acceptació dels fets observats i verificables, evitant especulacions sense fonament i dictats personal, i una tolerància circumspecta del que és observat, experimentat o experienciat si no està a la mà immediatament.

Aquests dos punts de vista van ser inspiradors de la direcció en què la nova arqueologia processual va començar a prendre en la dècada de 1960.

## Premis
- 1991 Plains Anthropological Society primer Premi per Serveis Distingits a Waldo i Mildred Mott Wedel[16]
- 1986 Society for American Archaeology Premi per Serveis Distingits[17]
- 1985 Universitat Estatal de Kansas Honorary Sc.D. degree
- 1972 Universitat de Nebraska Honorary Sc.D. degree
- 1971 Bethel College Distinguished Alumnus Award
- 1947 Washington Academy of Sciences Premi per Serveis Distingits en Ciències Biològiques[8]